# Przystopek (polana)
Przystopek – dawna, duża polana w Beskidzie Małym. Znajdowała się na południe i na południowy wschód od Przełęczy pod Madohorą (Przełęczy pod Mladą Horą) i na południowo-wschodnim grzbiecie Madohory (Mladej Hory), opadającym do wsi Las. Polana znajdowała się na średniej wysokości około 830 m n.p.m. Obecnie jest całkowicie zarośnięta lasem.
W XVIII wieku polana należała do dóbr ślemieńskich i wchodziła w skład dużej Hali Kocońskiej. Nazwa polany pochodzi od nazwiska, np. w 1709 r. w Ślemieniu żył zagrodnik o nazwisku Stopek. Polana była użytkowana przez Stopka i w zapiskach ekonomów odnotowana jako Przy Stopku. Na mapach nazwę tę przekształcono na Przystopek, a miejscowa ludność używała innej, bezsensownie zniekształconej nazwy Przysnopek. W inwentarzu dóbr ślemieńskich zapisano ją pod poprawną nazwą Przystopek, ale także pod zniekształconą nazwą Przysztopek. Na dawnych mapach polana ta opisywana była błędną nazwą Przysłopek
W przewodniku „Beskid Mały” nazwę Przystopek przeniesiono na przełęcz między Gibasów Wierchem a Madohorą (na mapie Geoportalu jest to Przełęcz pod Madohorą). Na mapie Compassu Przystopkiem błędnie nazwano przełęcz między Górą Pietraszową a Gibasów Wierchem (na mapie Geoportalu jest to przełęcz Czarny Dział).
Polana znajdowała się w granicach wsi Las w województwie śląskim, w powiecie żywieckim, w gminie Ślemień.